# ウォーレン委員会

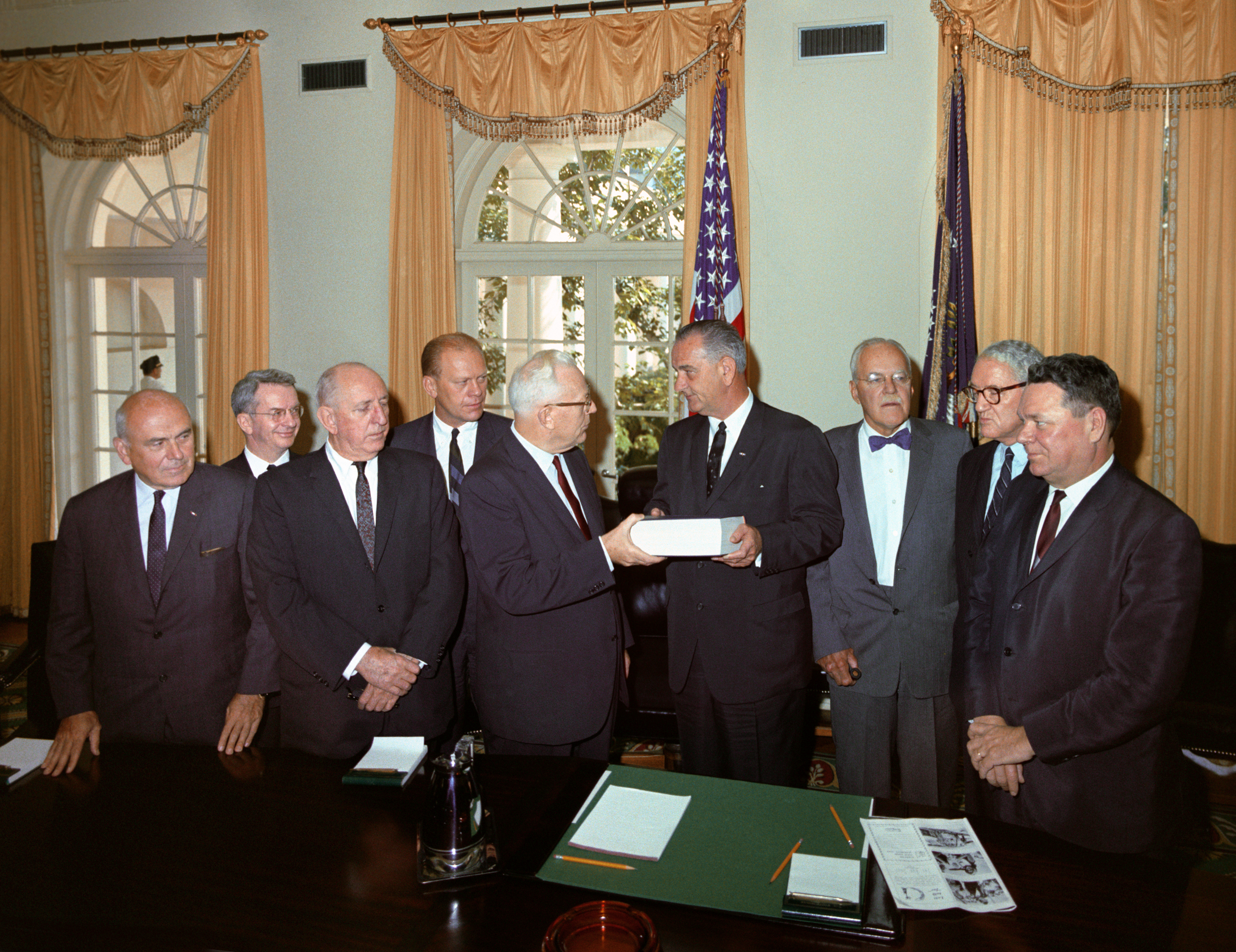
ウォーレン委員会報告書をジョンソン大統領に提出する委員たち。左から右へ　ジョン・ジェイ・マックロイ, ジェイ・リー・ランキン, リチャード・ラッセル, ジェラルド・フォード, 委員長アール・ウォーレン, 大統領リンドン・ジョンソン, アレン・ダレス, ジョン・シャーマン・クーパー, ヘイル・ボッグス。1964年9月24日

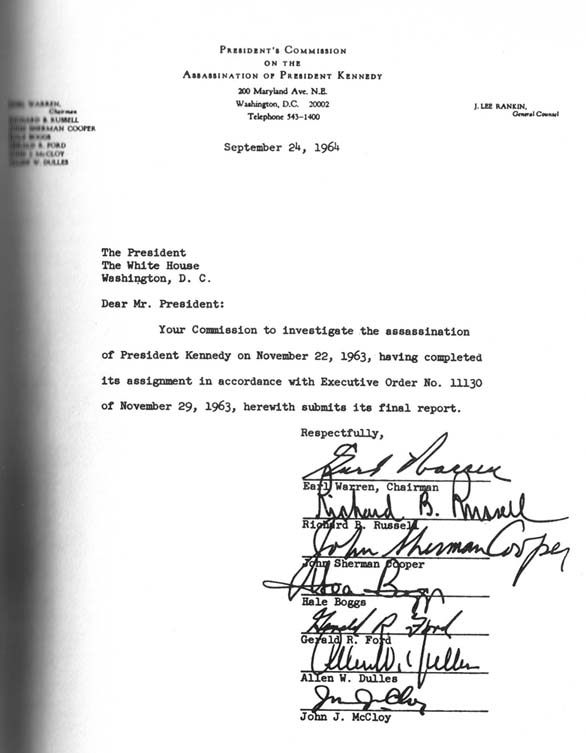
ウォーレン委員会報告書のカバーページ。“大統領殿。貴殿の1963年11月29日付執行命令第11130号による「1963年11月22日のケネディ大統領暗殺に関する大統領特命調査委員会」は、以下をもって最終報告と致します”（委員長及び全委員連署）

ウォーレン委員会（ウォーレンいいんかい、英: Warren Commission）は、1963年11月22日にアメリカ合衆国テキサス州ダラスで起きたケネディ大統領暗殺事件を検証するため、1963年11月29日にリンドン・ジョンソン第36代大統領により設置された調査委員会である。
なお、委員会の正式名称は「ケネディ大統領暗殺に関する大統領特命調査委員会」（President's Commission on the Assassination of President Kennedy）であり、「ウォーレン委員会」は委員長を務めた連邦最高裁長官のアール・ウォーレン（Earl Warren）に由来する通称である。

## 設置までの経緯
1963年11月22日、テキサス州ダラスを遊説で訪れたケネディ大統領夫妻を乗せた車が、ダラス市内をパレード中に狙撃され、ケネディ大統領が死亡し、同乗していたジョン・コナリーテキサス州知事が重傷を負った。これは全米を震撼させて世界中に大きな衝撃を与えた。暗殺後に昇格したジョンソン大統領は、事件発生から3日後の11月25日に当時のFBI長官エドガー・フーバーにケネディ暗殺事件の詳細な報告を求めておきながら、FBIからのオズワルドの単独犯行という結論を得て捜査を終わらせることを（何者かの指示を受けての事かは不明だが）考えていた。
しかし容疑者であったリー・ハーヴェイ・オズワルドがジャック・ルビーによって警察署管内で殺害されたことによって、ダラス市警察本部のずさんな捜査と背後関係に大きな疑惑が浮かび、テキサス州の司法長官が州としての暗殺調査を行うことを明らかにした。また上下両院が個々に事件の調査委員会を設置する動きをみせ、もはやFBIからの最終報告だけで調査が終了することは困難で、また単なる暗殺事件で処理できる問題ではないと判断して、大統領直属の特別調査委員会を設置して、当面は特別調査委員会で全ての調査を行うことで、テキサス州や上下両院議会の動きを牽制する狙いもあった。
しかし一番大きな目的は、当時の東西冷戦下で、前年のキューバ危機でソ連との緊張関係が続いていた時代の中で、ソ連へ亡命してまた米国に戻り、親カストロ派の活動を行うオズワルドが犯人と目されるがため、米ソ関係にも波及して外交問題にもなりかねない懸念が生じ、また陰謀説も囁かれるなかで国内の政治状況にも影響が心配されることで、国民の不安や疑惑を払拭することに重きを置き、次の年の大統領選挙の前にも暗殺事件の調査を終えて国内の安定を図ることが緊急の課題となっていた。
そこで、上下両院の与野党議員と前CIA長官、そして民間から1人を入れて、最終的に委員長には最高裁長官のアール・ウォーレンを指名し、彼は当初司法は行政に介入したくないという理由で固辞したが、ソ連の核攻撃の危険性を訴えるジョンソンに説得され委員長就任を受諾した。

## メンバー[1]
- 委員長
  - 連邦最高裁長官アール・ウォーレン
- 委員[注釈 2]
  - 上院議員リチャード・ラッセル Jr.[注釈 3]
  - 上院議員ジョン・シャーマン・クーパー
  - 下院議員ジェラルド・フォード
  - 下院議員ヘール・ボッグズ (en:Hale Boggs)
  - 弁護士ジョン・J・マックロイ (en:John Jay McCloy)
  - 前 CIA長官アレン・ウェルシュ・ダレス
- 総合顧問
  - J・リー・ランキン (1907-1996)

| 補助顧問 - フランシス・W・H・アダムズ (1904–1990) - ジョセフ・A・ボール(1902-2000) - デビッドW.ベリン(1928–1999) - ウィリアム・サデウス・コールマン・ジュニア(1920–2017) - メルビンA.アイゼンバーグ - バートW.グリフィン - レオンD.ヒューバートジュニア - アルバートE.ジェンナージュニア(1907–1988) - ウェズリー・J・リーベラー(1931-2002) - ノーマン・レドリッチ(1925–2011) - W・デビッド・スローソン - アーレン・スペクター(1930–2012) - サミュエルA.スターン - ハワード・P・ウィレンス(司法省との連絡係)) | スタッフ - フィリップ・バーソン - エドワードA.コンロイ - ジョン・ハート・イーリー(1938–2003) - アルフレッド・ゴールドバーグ - マレーJ.ラウリヒト - アーサー・マール - リチャードM.モスク(1939–2016) - ジョン・J・オブライエン(1919–2001) - スチュアート・R・ポラック (1937–) - アルフレッダ・スコビー - チャールズN.シェイファージュニア - ロイドL.ワインレブ(1936–2021) |

## ウォーレン委員会報告書
ウォーレン委員会は、独自調査として延べ552人の証人喚問を行い、やがて1964年9月に全文約296,000語、全888ページに全26巻（20000ページ以上）、委員会文書1553の膨大な関連資料が付いた報告書がまとめられた。そして
1964年9月24日に調査の結果を報告書（Warren Commission report）としてジョンソン大統領へ提出され、その3日後に一般公開された。

### 報告書の結論[3]
1. ケネディ大統領を殺害し、コナリー知事を負傷させた銃弾（複数）は、テキサス教科書倉庫の南東角にある6階の窓から発射されたものである。
2. ケネディ大統領は、最初に首の後ろから入って首の前の下の部分から出た弾丸に撃たれたが、必ずしも致命傷にはならなかっただろう。 大統領は、頭の右後部に当たった2発目の弾丸で、致命的な大怪我を負った。
3. コナリー知事は、背中の右側から入った弾丸が胸の右側を通り、右の乳首の下から出て、右手首に当たった。この弾丸はその後、彼の右手首を通り、左大腿部に入り、表面的な傷を負わせた。
4. 発砲がトリプル地下道や、車列の前方から、又はその他の場所から行われたという信頼できる証拠はない。
5. 証拠の重みからみて、発砲は3発であった。
6. どの発砲がコナリー知事に命中したかを決定することは、委員会の本質的調査には必要ではないが、大統領の喉を貫いたのと同じ弾丸がコナリー知事の傷の原因となったことを示す、専門家の非常に説得力のある証拠が存在する。しかし、コナリー知事の証言やその他の要因によって、この可能性については意見が分かれている。しかし、委員会のどのメンバーにとっても、大統領とコナリー知事の傷の原因となったすべての銃弾がテキサス教科書倉庫の6階の窓から発射されたことは疑いのないことである。
7. ケネディ大統領を殺害し、コナリー知事を負傷させた銃弾（複数）はリー・ハーヴェイ・オズワルドによって発射されたものである。
8. オズワルドは、暗殺の約45分後にダラス警察のJ.D.ティピット巡査を殺害した。
9. ジャック・ルビーは1963年11月24日午前11時17分過ぎにダラス警察署の地下に入り、午前11時21分にリー・ハーヴェイ・オズワルドを殺害した。ルビーの侵入手段に関する証拠は決定的ではないが、証拠の重みから、ルビーはメイン通りから警察署の地下に通じるスロープを歩いたと考えられる。ルビーがオズワルド殺害に際してダラス警察の職員に助けられたのではないかという噂を支持する証拠はない。
10. 委員会は、リー・ハーヴェイ・オズワルドまたはジャック・ルビーのいずれもが、ケネディ大統領を暗殺するための国内外の何らかの陰謀に加わっていたという証拠を発見していない。
11. 委員会の全調査において、連邦、州、地方のいかなる役人による、米国政府に対する陰謀、転覆、背信の証拠も見つかっていない。
12. 委員会は、オズワルドの動機について決定的な判断を下すことはできなかった。
13. 委員会は、今回の調査で明らかになった事実によって、大統領警護の改善を勧告せざるを得ないと考えている。

## 目撃者
- ディーリープラザ
  - テキサス教科書倉庫付近
    - ハワード・L・ブレナン[4][5]（エルムとヒューストンの南西角のコンクリート製の擁壁）
    - エイモス・リー・ユインズ[6]（噴水のベンチ付近）
    - ロバート・H・ジャクソン（ヒューストン通りのオープンカー上メインとエルムの中間あたり）
    - マルコム・O・コーチ（ヒューストン通りのオープンカー上メインとエルムの中間あたり）
    - トーマス・ディラード（ヒューストン通りのオープンカー上メインとエルムの中間あたり）
    - アール・キャベル市長夫妻（エルムとヒューストンの交差点で曲がる車上）
    - ジェームス・N・クロフォード（エルムとヒューストンの南東の角）
    - メアリー・アン・ミッチェル（エルムとヒューストンの南東の角）

  - テキサス教科書倉庫５階
    - ジェームズ・ジャーマン・ジュニア[7]（テキサス教科書倉庫５階、窓際）
    - ボニー・レイ・ウィリアムズ[8]（テキサス教科書倉庫５階、窓際）
    - ハロルド・ノーマン[9][10]（テキサス教科書倉庫５階窓、南東窓、狙撃手の巣直下）

  - トリプル地下道の上の鉄道橋
    - J・W・フォスター巡査[11]（鉄道橋東側）
    - ジョー・E・マーフィー巡査（鉄道橋西側）
    - オースティン・L・ミラー（テキサス・ルイジアナ貨物局の職員）
    - ロイス・G・スケルトン（テキサス・ルイジアナ貨物局の職員）
    - フランク・E・ライリー（ユニオン・ターミナル社の職員）
    - スターリング・M・ホランド（ユニオン・ターミナル社の職員）
    - トーマス・J・マーフィー（ユニオン・ターミナル社の職員）
    - 他ユニオン・ターミナル社の職員8名

  - 鉄道タワー（鉄道橋の北、教科書倉庫の後ろから約50ヤード離れた線路から約14フィート上）
    - リー・E・バワーズ・ジュニア[12]（ユニオン・ターミナル社の職員）
- J.D.ティピット巡査殺害現場
  - ウィリアム・スコギンズ（タクシー運転手）
  - ドミンゴ・ベナビデス[13]（午後1時16分頃、ティピットの車の無線で通報）
  - ヘレン・マーカム[14]（ウェイトレス）
  - バーバラ・ジャネット・デイヴィス
  - バージニア・デイヴィス
  - ウィリアム・アーサー・スミス
  - テッド・キャラウェイ[15][16]（中古車店店長）
  - ポーター（中古車店従業員）
  - サム・ギニヤード（中古車店従業員）
  - ウォーレン・レイノルズ
  - ハロルド・ラッセル・パターソン
  - L. J. ルイス
- ケネディ狙撃の瞬間は白昼大勢の市民が見ている前で起こった事件なので、事件当日もテレビのインタビューを受ける市民はいたが、「銃」を持った人物を見た市民となるとスチームパイプ修理工のハワード・ブレナン(44歳)が目撃している。彼はちょうど教科書倉庫ビルの道路を挟んで真向かいにいて、そこはヒューストン通りとエルム通りの角の壁の上に腰掛けていた。教科書倉庫ビル6階の窓から約35mしか離れていない。彼は銃撃の数分前に窓に立つ男を見ていたが、バーンという最初の音を聞き、次に花火のような音を聞いて後に上を見上げると、男が最後の射撃の狙いを付けて、左の窓の下枠に体をあずけ、銃を右肩にあてて、左手で銃を支えながら最後の一弾を発射したところを見ていた。男は体重がおおよそ72～77キロで明るい色の服を着ていたという。但し彼はその日の午後に行われた容疑者の面通しでオズワルドを指名していない。陰謀で大統領は殺されたと感じ、もし目撃者とされたら自分が安全とは言えないと思ったからである[17]。
- また自動車パレードに後方で走っていた「ダラス・モーニング・ヘラルド」のカメラマンが1発目の銃声を聞いた後に、教科書倉庫ビルの窓から銃が見えたことを述べている[18]。
- 一方、前方から発射されたと証言する人もいた。ユニオン・ターミナル鉄道の管理職スターリング・M・ホランドは、この時に会社の業務で大統領の車の前方のフリーウエイの陸橋で信号の点検を行っていた。彼によれば発砲があって直後に左を見ると木立の下の地面から立ち上がる「ひとすじの煙」を見たという。そしてその辺りに向かって走り、そこで12～15人の警察官と私服警官が空薬莢を探しているのを見たと述べた。[要出典]

スタッフのスターンはこのホランドの証言をずっと後になってからも気になっていた。しかし誰も深刻に受け止めるスタッフがいなかったという。ベリンは逆にホランドは正直だが間違っているとして、前方にある≪草の生えた塚≫には結局、空薬莢も何も発見されず、また事件当時そこには数人が立っており、犯人がライフル銃をそこで発射できたとは想像できないとしている。

## フィルム
- ザプルーダー・フィルム
  - もう一つ調査スタッフを悩ませたのが、ディーリープラザの暗殺現場についての理解であった。エリア2担当のベリンはオズワルドの単独犯行については疑問があった。教科書倉庫6階にもう一人いた可能性は？あるいは他の場所に配置されていたとしたら？[20]そして一番重要な暗殺の瞬間についての記録が少ないことが調査の壁であった。しかしながら、ディリープラザでの暗殺の瞬間はアマチュアカメラマンのエイブラハム・ザプルーダーが撮影して後にザプルーダー・フィルムと呼ばれるようになったサイレントの 8ミリフィルムに 26.6 秒間記録されていた。486コマのこのフィルムが暗殺の直接の資料であった。 1964年2月にザプルーダーからフィルムの所有権をすでに買い取っていた「ライフ」社からウォーレン委員会はオリジナルのフィルムの提供を受けた。それまでは、FBIがそれのコピーしていたものを受けて調査していたが、オリジナルの方が当然鮮明度が高く、また「ライフ」社はそのフィルムの各コマを35ミリのスライドにしていて、その提供も受けた。またFBIはザプルーダーが使っていた8ミリカメラであるベル＆ハウエルのホームムービーカメラが毎秒18.3コマのスピードで動いていたことを確定した[21]。そこから暗殺時の大統領のリムジンの速度は11.2マイル(18キロ)の時速であったと推測し、オズワルドのライフル銃、マンリッヒャー・カルカーノ・ライフルでどれだけすばやく発射できるかテストした。結果は1発目を撃ってから次の2発目の弾を撃つまでに要する時間は最速で2.3秒を要し、ザプルーダーフィルムでは42コマに相当する間隔であることが分かった。ここからベリン、アイゼンバーグ、スペクターら数名のスタッフで1コマ1コマずつフィルムの分析作業に入った。それは気分が悪くなる作業でもあった。やがて同じ作業をしていたFBIの主席写真分析官リンダル・シャニーフェルトが全486コマに番号を付けて、大統領が頭部に致命傷となった弾を被弾したコマをコマ番号313と指定した。そして大統領が1発目の銃弾を受けたのがコマ番号210から224の間と確定した。1発目は道路標識に遮られて、被弾した瞬間の大統領の様子は写っていない。大統領の顔が再び写っていたのはコマ番号225で明らかに撃たれている様子であったため、それ以前に撃たれたと見られている。そしてコナリー知事が被弾したのはコマ番号240であることが分かった[22]。 これは事件直後にFBIが三発撃ち込まれて、1発目が大統領へ、2発目が知事へ、3発目が再び大統領へ当たったという報告と矛盾することとなり、当初考えられた単独の狙撃犯ではなく、別に狙撃犯がいたのではとベリンらは考えた[23]。しかし3月26日の証人喚問でベセスダ海軍病院のヒュームズ病理医が一発の銃弾がケネディとコナリーの両者を傷つけることが可能であることを明らかにしてから、別々の狙撃という考え方は多数派にはならなかった。

- オーヴィル・O・ニックス・フィルム

- メアリー・マクモア・フィルム

## 委員会証言
- ジャクリーン・ケネディ(1964.6.5)大統領夫人(事件当時)[24]
  - 第1発目の時―「左側を見ていてあの恐ろしい音が聞こえたのですが、夫は何も言わなかった。右側を見ると彼が訝しげな表情を顔に浮かべて左手が上がっていました。」
  - 第2発目の時―「その瞬間頭蓋骨の破片が見えて、それが肌色をしててっぺんに小さなギザギザがあったことを覚えています。かすかに頭痛がしているような顔でした。私が憶えているのはそれだけです。それから私の膝に倒れて「彼らが夫を撃った。どうしょう」「ジャック愛しているわ」と叫んでいました。」
  - トランクに這い上がったことについて ―「全く何も覚えていません。」
- ジョン・コナリー及びネリー・コナリー(1964.4.21)テキサス州知事夫妻[25]
  - 「すべての銃撃は右後ろから発射された。[26]」
  - 午前中に非公式に初めてザプルーダーフィルムを見て―ネリー夫人：「私はジャッキーがトランクに這い上がろうとするところを信じられぬ思いで見ていた。彼女は何をしているのだろう？」[注釈 4]
  - 午後の宣誓証言で3発目の銃撃について―コナリー知事：「銃声がはっきりと聞こえ、それが彼(大統領)に命中する音も聞こえました。突然後部座席に血と人間の組織の破片で覆われた。自分のズボンの上に親指ほどの大きさの脳の組織の塊があった。私は「大変だ。やつらは我々を皆殺しにするつもりだ」と叫んだ。」
  - 銃弾の数について―コナリー知事：「男は3発撃って、発射した3発とも命中している。かなり腕のいい射手だ。」[注釈 5]
- J・エドガー・フーバー(1964.5.14)FBI長官[27]
  - オズワルドのFBI情報提供者説について―「彼は何時如何なる場合でも、FBIの秘密情報提供者でも潜入捜査官でもなく、FBIに雇われていたことはない。情報源ですらなかった。しかし暗殺の時点まで彼がFBIの監視下に置いていたのは事実だ。」
  - 事前にシークレットサービスにオズワルドがダラスにいることを警告しなかったことについて―「暗殺の時点までこの男が危害を及ぼす危険人物であることを示すものは何もなかった。脅威だとは思えなかったので警告する必要はなかった。FBIは何も重大な過ちは犯していない。」
  - 陰謀の可能性について―「大統領暗殺に関する国外及び国内の陰謀を示す証拠はひとかけらも見つけることができませんでした。」

フーバー長官は暗殺事件の4日後にFBIの危険リストにオズワルドが載っていなかったことを知って「我々は仕事を最後までやり遂げなかった。これは我々全員の教訓としなければならない」と述べた。そして以後に上院司法委員会委員長ジェームズ・イーストランド上院議員から「オズワルドはFBIへの秘密情報提供者だった」と非難される立場に立たされることになった。
- ジョン・マコーン(1964.5.14)CIA長官[30]
  - 政府の工作員説について―「彼は工作員ではない。」
  - 何か陰謀に関わっていたか―「証拠は持ち合わせていない。」
  - オズワルドのメキシコ行きについて―「9月に彼がメキシコへ旅行に行ったことについてCIAで徹底的に調査したが、メキシコで共犯者がいたことを示すものは何もなかった。」

「CIAは国家安全保障の上からジョンソン大統領とウォーレン委員会にその多くを隠していた」、と言われる。1963年11月22日の暗殺事件直後に、CIA内部で世界中のCIA支局に打電してどんな些細な情報も含めて情報収集に取りかかった。すぐにメキシコからの情報ファイルに前月の10月1日午前10:45にオズワルドと名乗る男がメキシコシティのソ連大使館に電話して申請した旅行ビザはどうなっているのか、と尋ねたことを記録したファイルが見つかった。オズワルドが逮捕されたという報道が流れてわずか2分後のことであった。メキシコと中米の秘密工作の責任者は、後に「その衝撃は言葉では言い表せない」と述べていた。そしてCIA内部の事件調査は混乱と猜疑のために挫折して、未だに消えない疑念の影を残すことになった。この11月22日当日深夜に興奮状態の中で会議が延々6時間続き、「オズワルドがメキシコのソ連大使館を訪ねていたことをCIAは前もって知っていた」ことを聞かされたマコーン長官は激怒した。
- ロイ・ケラーマン(1964.3.9)シークレットサービス警護官、大統領の車に同乗。助手席にいた[34]。
  - なぜ銃撃後に後部座席に移って身を挺して守らなかったのか―「助手席で無線交信をしていて自分には何も出来なかった[注釈 7]。」
- ウイリアム・グリア(1964.3.9)シークレットサービス警護官、大統領の車に同乗。運転手[35]。
  - 銃撃時の運転について―「1発目の銃声を聞いた時に、ブレーキを踏んで何が起きたか後ろを振り向きました[注釈 8]。」
- クリント・ヒル[注釈 9](1964.3.9)シークレットサービス警護官、狙撃直後に後ろの車から大統領の車のトランクに飛び乗った[36]。
  - 狙撃直後のジャクリーンの動きについて―「座席から跳び上がって車の右後部バンパーから落ちた何かに手を伸ばしているように見えました。吹き飛ばされた夫の頭蓋骨の破片に手を伸ばしていたのだと思う。とっさに思ったのは大統領夫人を座席に押し戻すことでした[注釈 10][注釈 11]。」
- チャールズ・カリコ[注釈 12](1964.3.25)パークランド病院医師[37]。
  - 病院到着時の大統領の状態について―「大統領の心臓は動いていました。医療的見地から私は彼がまだ生きていたと考えます。」
  - なぜ遺体の検査を行わなかったのか―「言い訳はしません。あの時は誰も検査する気になれなかった[注釈 13]。」
- ジェームズ・ヒュームズ(1964.3.16)ベセスダ海軍病院病理医[38]。
  - 大統領に当たった1発目の銃弾について―「私は大統領の首下部を通り抜けた飛翔体が、実はコナリー知事の胸を通り抜けた可能性があると思います。」
  - コナリー知事の担架から見つかった銃弾（証拠物件CF＃399）を見せて、この銃弾が両者を傷つけたかどうか―「それはきわめてありえないと思います[注釈 14]。」
- マリーナ・オズワルド(1964.2.3)[39][40]オズワルドの妻[41]。
  - オスワルドのソ連観について―「彼は故郷を恋しく思っていて、ソ連に来たことを後悔していました。」
  - オズワルドのメキシコ訪問とキューバ行きについて―「彼はソ連に失望したが、もっと純粋な共産主義の形態をキューバに見出し、キューバに行きたがっていた。メキシコでソ連に行くためのピザを取得して、途中でキューバに留まるつもりでした。」
  - オズワルドの大統領暗殺について―「事前には知らなかった。彼からケネディの何か悪いことを聞いたことはありません。しかし暗殺当日にダラス市警で彼の顔を見た時に夫の有罪を確信した。目をみれば彼が有罪とわかりました。彼一人でやったと確信しています。」
  - オズワルドの大統領暗殺の動機について―「歴史に名を残すという考えに心奪われていたからだと思う。良いことであれ、悪いことであれ何か自分を目立たせることをやりたいと思っていたと思う。」
- マーガリート・オズワルド(1964.2.10)オズワルドの母[42][43][44][45]。
  - オズワルドの犯行について―「マリーナとルース・ペイン（英語版）[注釈 15]が息子を嵌めたと信じている。あの二人の女と警護官二人とが陰謀に加担している。」
  - 陰謀についてどんな証拠があるのか説明を求められて―「無いです。私には証拠がないのです[注釈 16]。」

## 懐疑論
今日、ウォーレン委員会は上下両院とテキサス州の暗殺調査の機先を制するために急遽設置されて、オズワルドの単独犯行を確定させるための委員会であったとする意見は根強い。ジョンソン大統領にとってオズワルドの単独犯行が最も都合が良く、もしソ連やキューバなどの外国勢力が関わっていたことが明らかになると国家安全保障上極めて困難な状況になると考えられたからである。委員会は報告書と同時に膨大な26巻に及ぶ別巻の資料を刊行し、多くの聴聞会記録、物的資料の写真、現場検証の実験結果などが順不同で索引なしで掲載されている。だが詳細な調査資料はいずれもオズワルドに関するものだけであり、彼以外に関するものは「間違い」「勘違い」「証拠不十分」として実に簡単に処理されている。1963～1964年の時点では全貌を明らかにすることは不可能で、全ての真実が見えてくることももはや遠い彼方のことであるかもしれない。2039年に全てのウォーレン委員会の資料が公開されるが、驚くべき真実が出てくる可能性は低いとされている。

### オズワルドの不可解な行動
ウォーレン委員会は、いくつかの点でオズワルドの不可解な行動について調査はしたがその後は特に注目することはなかった。
- オズワルドが1963年9月にメキシコシティのキューバ大使館にビザの申請をしたが、キューバはオズワルドをCIAの囮かも知れないとして警戒して10月に発行を断られている。その時にキューバ大使館に行って「ケネディを殺してやる」と述べていた[47]。ただし、これらの主張を裏付ける根拠資料は出典書籍に示されていない。
  - ウォーレン委員会報告書によると、キューバ大使館はロシアのビザを取得する前にキューバへの通過ビザを取得できないことを伝えると、オズワルドは、それに激昂し、キューバ領事と激しい口論となったと記載があるが、ケネディ大統領の名前は報告されていない。セニョーラ・シルビア・ティラド・デ・デュランの署名入り供述書にも記載はない[48]。
- オズワルドのソ連大使館へ宛てた手紙によれば、11月1日にFBIダラス支局のジェームズ・P・ヘイスティ捜査官がオズワルドと接触したとされる。オズワルドのアドレス帳にヘイスティ捜査官のオフィスの住所と車のナンバーを記していたことをレッドリッチ調査官は確認している[49]。また11月上旬にオズワルドはFBIダラス支局を訪ねて「自分の妻を困らせることはやめてくれ」と警告するメモを残していった[注釈 18]。
- FBI捜査官は11月に別の捜査官を伴ってペイン宅を訪れ、11月5日にも再び訪れ、ペイン夫人と短い話をした。その際、オズワルドは同席しなかった。ルース・ペインは捜査官の名前と電話番号を記録し、マリーナは夫の指示に従って捜査官の車のナンバーを記録し、これらは全てその後オズワルドに報告された[50]。妻マリーナとペイン夫人に実際に接触していて、オズワルド自身もダラス支局に足を踏み入れていた[51]。ケネディ暗殺事件の約2週間前であった。
- 10月30日にはFBIはオズワルドがダラスのテキサス教科書倉庫で働いていることを知っていた。[要出典]大統領のパレードのコースが発表されてデイリー・プラザを通り教科書倉庫ビル前を通過することが公表されたのは11月19日である。
- キューバ大使館員のシルビア・ドゥランとオズワルドは親しい関係であった。[要出典]
- 反カストロの活動家の娘シルヴィア・オディオは他の反カストロ派の活動家と一緒にオズワルドに会ったことがあると述べている[52]。ただし、これらの主張を裏付ける根拠資料は出典書籍に示されていない。

これらの話は委員会スタッフも結局はそれ以上の詳しい調査に入らずに終わっている。後に明らかになったことは暗殺事件前年の1962年初めの時点で、移民帰化局以外にCIA、FBI、国防総省、国務省にオズワルドに関するファイルが存在していたという事実である。ただし、これらの主張を裏付ける根拠資料は出典書籍に示されていない。
「CIA秘録」「FBI秘録」の著者ティム・ワーナーは、フーバーFBI長官もアレン・ダレス前CIA長官(ウォーレン委員会委員)も、1961年のピッグズ湾事件(第1次キューバ危機)以後に密かに進められたカストロ暗殺計画(マングース作戦)を誰一人としておくびに出さないように駄目を押していた、もしその報復として共産主義者の大統領暗殺の陰謀があったとしたら、そしてもしソ連及びキューバが暗殺を命じていたら、そしてアメリカがそれを立証する証拠を一片でも入手したとしたら、新しい世界大戦開戦の合図となっていただろうと述べている。しかし逆に当時キューバの諜報部にいたファビアン・エスカレンテ将軍は2005年1月のインタビューで「オズワルドは元陸軍情報部員であり、CIAの諜報部員である。」として「ケネディは反カストロ派に殺されたのだと思う。」と語り、「オズワルドはケネディ暗殺によってキューバとカストロを糾弾する企てに関与していた。」「反カストロの亡命キューバ人らの足跡は確かに見える。彼らはオズワルドのそばに、ダラスに、そしてメキシコにいた。」「我々が一番恐れたのはアメリカ国内の極右派がカストロがケネディを殺したとしてキューバを攻撃してくることだった」と述べている。そして暗殺事件直後にアメリカ国内の反カストロのキューバへの攻撃が急に抑えられたことは我々には説明ができないこと、ジョンソンがなぜウォーレン委員会を設置して1年も過ぎずに解散したこと、またウォーレン委員会の調査では膨大な量の情報を集めながらその殆どが分析されることがなかったことも付け加えている。
2023年現在、ソビエト連邦が崩壊して久しく、キューバに核兵器が配備される可能性はなくなり、米国がキューバに侵攻する可能性は全くない。ケネディ暗殺が海外勢力によるものであった場合、それに関わった人間はその秘密を暴露することに何ら躊躇することはない状況である。だが、秘密の暴露を行う人間は誰もいない。

## スタッフによる回顧録

### 委員会の任務（回顧録）
11月29日に委員会の設置をジョンソン大統領が決定を下してからわずか6日後の1963年12月5日に、あわただしく最初の委員会が開かれた。冒頭ウォーレン委員長から委員会の任務について、調査の範囲を限定して、FBIや他の機関が収集した暗殺の証拠を単純に再検討し十分であったかを確かめるのが責務と説明があった。そして公聴会も開かず召喚状の権利を行使するつもりはない、と述べると他の委員から猛反発が出て、マックロイ委員がまず「各部局の報告書のたんなる評価」を超えた責務があり、証人の宣誓証言も証拠の強制的提出義務も召喚状の行使も無ければ委員会は無力に見られると反駁し、ボッグス委員とフォード委員が賛成し、ラッセル委員から調査官のスタッフが必要でないとの委員長の発言に異議を唱えた。そして委員会専属の法律顧問としてスタッフを指揮する人材を置くことを求めた。

### 調査スタッフ（回顧録）
翌日の12月6日に再び委員会を開き、前日の会議で委員長が出したウォーレン・オルニーの法律顧問への任命案を蹴って、同じドワイト・D・アイゼンハワー政権で司法次官を勤め、当時はニューヨークで弁護士を開業していたJ・リー・ランキンを任命することに決定した。そしてこのランキン法律顧問を中心に16名の法律家が加わり、実際の調査はこのうちの若手6名が中心に行われた。
- J・リー・ランキン―アイゼンハワー政権時の司法次官。ニューヨークの弁護士。共和党員。
- ハワード・ウイレンズ―ケネディ政権で司法省司法次官補代理。イエール大卒。ランキンの補佐。司法省と委員会との連絡役。
- ノーマン・レッドリッチ―ニューヨーク大学教授。首席補佐。
- メルヴィン・アイゼンバーグ―ニューヨークの弁護士。ハーバード大卒。レッドリッチの補佐
- フランク・アダムス―元ニューヨーク市警本部長。マンハッタンの弁護士。エリア1担当。
- アーレン・スペクター―フィラデルフィアの地区検事補。イエール大卒。エリア1担当。
- ジョゼフ・ボール―カリフォルニアの弁護士(刑事専門)。エリア2担当。
- ディビッド・ベリン―アイオワ州出身。ミシガン大卒。エリア2担当。
- アルバート・ジェナー―シカゴの弁護士。エリア3担当。
- ウェズリー・リーベラー―ニューヨークの弁護士。シカゴ大卒。共和党員。エリア3担当。
- ウイリアム・コールマン―ケネディ政権の軍備管理軍縮局顧問。ハーバード大卒。アフリカ系。エリア4担当。
- ディビッド・スローソン―デンバーの弁護士。エリア4担当。
- レオン・ヒューバート―ニューオーリンズの元地区検事。チューレイン大教授。エリア5担当。
- バート・グリフィン―クリーヴランドの元連邦検察官。イエール大卒。エリア5担当。
- サミュエル・スターン―ハーバード大卒。エリア6担当。
- アルフレッド・ゴールドバーグ―国防総省出身。歴史家。編集担当。

### 6つの調査分野（回顧録）
ランキンとウイレンズは委員会が設置されて、すぐにスタッフの確保に追われたが、それと並行して調査に関してウォーレンの承認を受けて以下の6分野(エリア)に分けて、スタッフもそれぞれ2人1組で担当を置くこととなった。
- エリア1―大統領が11月21日午前にワシントンを発って、11月23日早朝にホワイトハウスに遺体で戻るまでの全行程のスケジュール表の再構成。どこで何があったかの全てを確認する。
- エリア2―大統領の暗殺者を確証する証拠を集める。
- エリア3―リー・ハーヴェイ・オズワルドの人生を再構成する。
- エリア4―外国(ソ連とキューバ)の陰謀について、その可能性を調べる。通称「陰謀チーム」
- エリア5―ジャック・ルビーの経歴を調べて彼とオズワルドとの間のつながりを調べる。
- エリア6―シークレットサービスの警護とその他の法執行機関の努力を検証する。

### 調査経過（回顧録）
延べ552人の証人喚問(ワシントンで委員会に公式に宣誓証言を行ったのは93名)を行い、この中にはジャクリーン・ケネディ、大統領の車に同乗していたコナリー知事夫妻、同じくシークレットサービスのロイ・ケラーマン、ウイリアム・グリア、銃撃直後に車に飛び乗ったクリント・ヒル、オズワルドの母マーガリート、オズワルドの妻マリーナなどが含まれる。
また各行政執行機関の責任者も喚問を受け、その中にはラスク国務長官、ディロン財務長官、マコーンCIA長官、フーバーFBI長官、シークレットサービスのロウリー長官なども受けており、ロウリー長官は、大統領警護のメンバーで前夜遅くに酒を飲んでいたことをウォーレンから厳しく指摘されている。またウォーレンはFBIに対しては事前にオズワルドがダラスにいることをシークレットサービスに伝えなかったことも厳しく指摘している。その一方でテキサス州検事総長が、オズワルドはFBIへの情報提供者としての経歴を持っているというダラス周辺に流布する風説があるとウォーレン委員会に報告したこともあったが、フーバーFBI長官の猛烈な反論にその後の進展はなかった。

### 検死写真について（回顧録）
調査スタッフを悩ませたのが、司法解剖時に撮影されたケネディの検死写真が全くスタッフに公開されなかったことである。当日の行動を調査するエリア1担当のスペクターや暗殺を確証する証拠を集めるエリア2担当のベリンは調査期間中に何度もランキンを通じてウォーレンに要請していたが、実現されることなく終わった。写真はベセスダ海軍病院のヒュームズ病理医から大統領主治医のバークリーを通じてケネディ家に送られて、ロバート・ケネディが一切公開を拒んだためであった。ただ一部シークレットサービスの監察官が非公認で持っていて、ゴールドバーグはそれを少し見て、ウォーレンが拒む理由が分かったと後に語っている。暗殺のショックからまだ数ヶ月後で見ればゾッとするだけでしかなかったという。

### 作成過程の説明（回顧録）

#### オズワルドの単独犯行
オズワルドの単独犯行説は、委員会内部でもラッセル議員から単独犯行についての疑義が出されている。彼は「大統領暗殺の共謀者や共謀集団と結びつける明白で決定的な証拠は一切存在しないとする答申には完全な確信を持って判断できないいくつかの側面がある」「共謀者がいたとする微かな可能性すら存在しない」と示唆するのは間違いだと主張した。ラッセル議員は銃撃犯はオズワルドであったことには同意するが、背後に陰謀の可能性まで排除することには反対であった。そこでフォード議員からの案で「陰謀は存在しなかった」ではなく「陰謀の証拠は発見できなかった」に書き換えられた。これで、ウォーレンは「全員一致の報告書」になったと安堵したが、スタッフはいつか明らかになる可能性を未解決のままにしたと感じた。後に大統領となったジェラルド・フォードは、政界引退後の回顧録で「スタッフたちは国際的にも国内的にも陰謀は一切なかったと主張したが、ラッセル、ボッグス、そして私はそういう表現は強すぎると考えて、他のメンバーを説き伏せて、僅かだが非常に重要な意味を持たせるように表現を変えて、「陰謀の証拠は見つからなかった」という表現に落ち着いた」と述べている。

#### 三発の発射と「一発の銃弾」
委員会は暗殺時に三つの銃弾が発射され、二発の銃弾がケネディ大統領とコナリー知事を命中した。その弾丸は全てリー・ハーヴェイ・オズワルドがパレード車列の後方にあったテキサス教科書倉庫ビルから発射した物として結論を下した。委員会の判断は１発の銃弾が、ケネディ大統領の上背部に命中し、首の正面近くを貫通し、コナリー知事を負傷させたと思われる。１発の弾丸が車列から外れたと考えられ、１発の銃弾は大統領の頭部に命中しこれが致命傷となった。当初FBIが三発の銃弾がそれぞれケネディ～コナリー～ケネディに当たったという報告であり、コナリー知事も証言で同じ見解を述べていた。しかしザプルーダーフィルムの解析から、ケネディ大統領の反応とコナリー知事の反応の間隔が短くて、他の狙撃犯の存在も考えられたが、委員会はテキサス教科書倉庫ビルの6階で3つの薬莢が発見されたこととライフル銃が近くに隠されていたことで、ケネディとコナリーは別々の銃弾で傷つけられたのではなく、一発の同じ銃弾で両者とも傷ついたとするのが妥当だと判断した。これはスタッフのスペクターが主張してウォーレンも同意した見解であった。
しかし、ラッセル議員はこの説にも異論があった。コナリー知事が証言で三発がそれぞれに当たったという説明をしている以上、一発の銃弾で二人が傷ついたとする報告を鵜呑みには出来ないとして、他にもクーパー議員とボッグズ議員も同じ意見であった。ウォーレンは一発の銃弾説を強く信じていたので引き下がらず、しかし妥協で報告の文面を変えて「……いくらかの意見の相違を生じさせている。……しかし委員会のメンバーは……教科書倉庫の6階の窓から発射されたことに疑いを抱いていない」に変更された。これは委員会のスタッフからは全く筋が通らないという思いであった。

#### 最後の幹部会
ジョンソン大統領に提出する6日前の9月18日にウォーレン委員会の最後の幹部会が開かれた。ここで委員が大統領に提出する報告書の承認をする最後の手続きであったが、ラッセル上院議員の異論で時間がかかった。実際の報告の内容はスタッフが作成したもので、委員長はスタッフと連携して内容の方向性はウォーレンの考え方に沿ったものと言えるが、委員からすれば単独犯行説とオズワルドただ一人が撃ったとする「一発の銃弾説」に対して、陰謀説と複数狙撃犯説への言質がないままについての不満は他の委員にもあった。結局委員側から最後に巻き返しがあって、報告に曖昧さが残ったことをスタッフの面々は苦々しく思っていた。ウォーレンは最後に「全員一致の報告書」にこだわったとも言えるし、また最高裁判事ではあるが彼もまた政治家である一面を見せていた。それは彼が陰謀説には全く関心を寄せていないことにも表れている。

### 衣類について（回顧録）
暗殺時に着ていた衣類について、調査終了後にジャクリーン・ケネディより返還の要請が来て、委員会で討議の上、後日の調査で再提供することを条件に引き渡すことで各委員から承認された。しかし結局ウォーレンはジャクリーンに引き渡すことはしなかった。彼女がそれを破棄するのではと考えたからである。
また同乗していたコナリー知事の場合は、ズタズタになった衣服をネリー夫人がクリーニングに出してプレスされていた。血を見るのが耐えられなかったと夫人は語っているが、委員会スタッフはそれを聞いて驚愕し、「証拠としての価値を台無しにされた」と怒っていた。
オズワルドの場合は、妻マリーナが衣類のほかライフル銃や拳銃など夫の所有物全ての返還を要求してきた。要求は却下されたが理由は彼女が売ろうとしていたことによる。一方母マーガリートはオズワルドの手紙16通を雑誌に4000ドルで売っていた。

### エピソード（回顧録）
- 最初に大統領直属で党派を超えた委員会を設けて調査すべきと提言したのは、イエール大学ロースクールの学部長であったユージン・ロストウで、ジョンソンの側近ビル・モイヤーズに電話をかけて進言した。最初ジョンソンは乗り気ではなかったが、やがて国内で陰謀説が「手に負えない」ほど広まると予想して考えを変えた。但し委員長に最高裁長官を充てる考え方はロストウには無かった[62]。
- ジョンソンは渋るウォーレンを委員長にするために説得する時に「暗殺事件の調査が処置を誤って外国政府が間違って非難されたら、その結果が核戦争ということもあり得る」「もしフルシチョフが最初に核攻撃したら1時間で3900万人の米国民が死ぬ。これはあなたが第1次大戦で兵士として戦った以上に重要なことです」と泣き落としに近い言葉で迫っている[63]。東西冷戦のさなか米ソ対立の厳しい時代で、しかも犯人がソ連帰りの人間で、すでにこの時にソ連やキューバの陰謀が囁かれるなかで(ジョンソンも陰謀の黒幕とする説も出ていた)、国内を安定させるためにどうしても三権の長を委員長に起用する決意であった。しかし別の見方をすれば、すでにこの時に陰謀はなくオズワルドの単独犯行であることで報告書を作る方向が出ていたと考えられる。
- FBIのフーバー長官は、この委員会設置に反対していた。FBIからのオズワルドの単独の犯行である旨の報告書は12月9日に提出され、しかもその1週間前には記者にリークされて、これが委員会のメンバーの怒りをかった。しかも内容が不十分なもので結果的に委員会の調査スタッフで独自に調査を行うこととなった。
- スタッフの人選にあたっては、ハワード・ウイレンズが大きな役割を果たし、彼がイエール大学出身であったので、全米の名門法律事務所や大学ロースクール、検事局から募集されたが、結果的にイエール大学とハーバード大学の出身者が多くを占めることとなった[64]。
- スタッフは、各エリアに担当を分けて、年配と若手で1組となるようにされた。そして年配者を上級顧問(パートナー)、若手を下級顧問(パートナー)としたが、必ずしも上下関係ではなく、若手が奮闘する場面が多かった。これは年配者はそれぞれの元の職場で管理職であったりして片手間での請負が多く、若手は身一つでワシントンに来て、しかも当時世界中から注目される大事件の捜査に加わったことで使命感に燃えて参加した者が多かったことによる。
- エリア6のサミュエル・スターンは最初から1人で担当することになった。その一方でエリア1の元ニューヨーク市警本部長フランク・アダムスは途中で投げ出すようにして辞め、エリア5のニューオーリンズの元地区検事レオン・ヒューバートも担当するジャック・ルビーについて他のスタッフが余りにも関心を示さないことで無視されたとして腹を立てて途中で辞めている。
- 証人喚問では委員の中でラッセル議員の出席率が悪く、上院軍事委員長としての議会運営に忙殺されることが多かった。フォード議員は比較的出席率は良かった。委員長のウォーレンは殆どの喚問に出席している。スタッフの勤務日数が一番多かったのは事務方チーフのランキンで308日。10ヶ月間殆ど休みなしであった。一番少なかったのは途中で辞めたアダムスで16日であった。

## 公表直後の反応
- ニューヨーク・タイムズ紙　　　ジェームズ・レシトン記者
  - 「誰が大統領を殺したか、その最も重要な謎は新たな謎のカタログを提起する過程でしか委員会に答えられていない。オズワルドの動機は推測されているだけで委員のメンバーは明らかにサジを投げた。」
- タイム誌
  - 「細部の点で驚くほど賢明な慎重さと抑制の点で注目に値し、主要な結論の点では実に説得力があった。」
- ラッセル上院議員
  - 「われわれが提出できた、まさに最高のもの」と地元紙には語ったが、公表直前にジョンソン大統領との電話でのやり取りで、一発の銃弾説と陰謀の可能性についての結論に納得できないとして不満を述べている。また最終報告書に委員全員の署名がされるところでラッセル上院議員のサインはない。
- フーバーFBI長官
  - フーバーは、FBIの名を汚されたと考えていた。報告書にはシークレットサービスに次いでFBIへの批判があり、彼の不満は収まらなかった。委員会の証言で事件前のFBI捜査は間違っていないと語っていたが、報告書が公表後、密かにFBI内部で17名を降格などの処分を行い、「オズワルド捜査のもっとも突出した側面の一部を成し遂げることに失敗したことには疑いない」と語っている。これについて部下から懲戒処分を行うことは委員会の指摘を半ば認めたことになるとの反対意見もあったが長官は押し切った[65]。
- ロバート・ケネディ
  - 「ウォーレン委員会が兄の殺害に関する真実を確証したと信じる」とのコメントを発表したが、「自分は報告書を読んでいないし、読むつもりもない」と付記している[66]。50年後に息子のロバート・ケネディ・ジュニアは「父はウォーレン報告書を全く受け入れていなかった」とテレビで語っている。
- フォード下院議員
  - 後に大統領となり、政界引退後の回顧録の中でフォードは「あの最終報告は完全なものとは言えないが、アメリカ国民が自慢していい文書だと私は信じている。」と書いている[67]。

## 文書の公開
1964年11月23日、公文書（National Archives）として保管され、当初一般公開されなかった部分については、政府により「この事件と関連する無実の人々が被害を受けないよう保護するため 」として、2039年までの75年間封印されることとなった。この75年ルールは、その後情報公開法（Freedom of Information Act）によって改められ、1992年、ウォーレン委員会による記録の98％は一般公開された 。1992年、ジョージ・H・W・ブッシュ大統領は、25年以内に暗殺関連の機密文書を全面公開することを義務付ける法律に署名。その後、2017年にドナルド・トランプ大統領は当初は機密保持の延長をしないことを表明していたが、CIA等が公開延期を求めた一部の資料についての公開を180日後まで保留、法律の期限切れとなる10月26日に機密資料2891点が公開された。一方で、公開が保留された一部の資料については、最終的に判断が延期され、2021年10月までに改めて公開の是非を検討することとなった。2021年10月23日、ジョー・バイデン大統領は未公表の資料の全面公開を2022年12月15日まで再延期することを発表、同年12月15日に新たに機密資料1491点が公開された。2022年12月15日には機密資料1万3000点を公開した。ホワイトハウスは今回の公開で、全体の97％以上が公表されたことになると発表、同時に2023年6月まで一部資料の非公開を決めた。理由は「特定による危害」を防ぐためだと説明した。

## その他の調査
- 1968年ラムゼイクラーク司法長官が設置した委員会
- 1975年のロックフェラー委員会（米国内のCIA活動に関する米国大統領委員会）
- 1976年の下院暗殺特別委員会（HSCA）
  - ウォーレン委員会はケネディ暗殺をオズワルドの単独犯行と結論を下したが、13年後の1976年に下院で暗殺調査委員会が設置され、この下院暗殺調査委員会は2年後に調査結果を発表して、「2人の銃撃者が大統領に発砲する可能性を排除するものではない」と結論付けた[76]。

上記の3つの米国政府の調査委員会はいずれも、ウォーレン委員会の結論である「2発の銃弾がJFKを背後から襲った」ということに同意している。